# Stavriv, Mlîniv
Stavriv (în ucraineană Ставрів) este un sat în comuna Pidlozți din raionul Mlîniv, regiunea Rivne, Ucraina.

## Demografie
Componența lingvistică a localității Stavriv
     Ucraineană (99,8%)
     Alte limbi (0,2%)
Conform recensământului din 2001, majoritatea populației localității Stavriv era vorbitoare de ucraineană (99,8%), existând în minoritate și vorbitori de alte limbi.